# Донское Лесничество
Донское Лесничество — посёлок в Лискинском районе Воронежской области.
Входит в состав Петропавловского сельского поселения.